# Stazione di Pozzuoli (1889)
La stazione di Pozzuoli è stata una stazione ferroviaria posta lungo la ferrovia Cumana,  situata nel centro storico della città di Pozzuoli in via Antonio Maria Gaspare Sacchini.

## Storia
La stazione di Pozzuoli fu attivata il 15 dicembre 1889 contemporaneamente alla tratta Terme Patamia–Pozzuoli della Cumana, completata l'anno successivo.
Nell'ambito del raddoppio della linea tra Gerolomini e Arco Felice e della realizzazione del nuovo tracciato in galleria passante per Pozzuoli, il Piano Comunale dei Trasporti del 1993 ha disposto la dismissione della stazione, quella di Cappuccini e dell'intero tracciato a binario unico situato nel centro puteolano. In sua sostituzione è iniziata la costruzione di una nuova stazione situata a circa 600 metri di distanza presso via Nicola Fasano, poco prima della stazione Cantieri, già dismessa sempre per consentire i lavori di raddoppio.
La stazione ha di fatto chiuso i battenti il 24 dicembre 2024, in seguito all'apertura di una voragine di origine fognaria sotto i binari. La sua soppressione definitiva è avvenuta il 20 febbraio 2025 con l'entrata in funzione del nuovo tracciato. Il successivo 10 marzo sono iniziati i lavori di rimozione dei binari, che porteranno alla creazione di una nuova strada di collegamento che fungerà anche da via di fuga nell'ambito dell'emergenza bradisismica. Inoltre è previsto anche l'abbattimento dell'adiacente cavalcavia che collega via Sacchini con via Pergolesi, il cui costo si aggira intorno ai 20 milioni di euro.

## Servizi
La stazione disponeva di:
- Biglietteria
- Bar
- Fermata autobus di passaggio
- Sottopassaggio